# Gordon Balfour
Gordon Bruce Balfour (ur. 25 grudnia 1882 w Toronto, zm. 31 lipca 1949 tamże) – kanadyjski prawnik, wojskowy i wioślarz, dwukrotny medalista olimpijski.
Studiował na University of Toronto; uzyskał dyplom prawnika na Osgoode Hall Law School.
Wystąpił na igrzyskach olimpijskich w Londynie w 1908 roku, gdzie razem z Becherem Gale'em, Geoffreyem Taylorem i Charlesem Riddym zdobył brązowy medal w czwórkach bez sternika. Wyprzedzili ich jedynie Brytyjczycy z osad Magdalen College Boat Club i Leander. Ponadto kanadyjska ósemka w składzie: Irvine Robertson, Joseph Wright, Julius Thomson, Walter Lewis, Gordon Balfour, Becher Gale, Charles Riddy, Geoffrey Taylor i Douglas Kertland zdobyła również brązowy medal. 
Po wybuchu I wojny światowej wstąpił do Canadian Expeditionary Force, służąc w artylerii polowej stopniu porucznika. Zdemobilizowany w 1919 roku w stopniu majora. 